# Quartier Dansaert
Le quartier Dansaert (en néerlandais : Dansaertwijk) est un quartier au centre du Pentagone de la ville de Bruxelles, situé autour de la rue Antoine Dansaert, qui va du palais de la Bourse jusqu'à la porte de Flandre. Dans le quartier se trouvent également la rue Sainte-Catherine, la rue de Flandre, la rue Van Artevelde, la place Saint-Géry, le Vieux Marché aux Grains et la place Sainte-Catherine. C'est le quartier qui permet de passer du quartier de la Senne au quartier des Quais.
Le quartier est délimité par la rue des Riches Claires au sud, le boulevard Anspach à l'est, la rue de l'Évêque, le quai au Bois à Brûler, le quai à la Houille et le quai à la Chaux au nord-est, la porte du Rivage et la rue de la Forêt d'Houthulst au nord, le canal Charleroi-Bruxelles à l'ouest, la rue du Houblon, la rue du Rempart des Moines, la rue des Chartreux et la rue Saint-Christophe au sud-ouest. 
Le patrimoine immobilier du quartier comprend l'église Notre-Dame aux Riches Claires, les Halles Saint-Géry, le Pathé Palace, le Beursschouwburg, l'église Sainte-Catherine et le Petit-Château. L'une des plus importantes écoles du quartier est le Maria Boodschaplyceum. 
Le quartier est un point névralgique pour les néerlandophones de Bruxelles, a une forte concentration de restaurants et de cafés et est également connu pour de nombreuses maisons de mode et magasins de vêtements modernes, y compris dans la rue Dansaert, ce qui en fait un des lieux de la création de mode à Bruxelles

## Transports
La seule station de métro du quartier est située à la frontière nord-est du quartier, la station Sainte-Catherine. Aux frontières nord et ouest du quartier, on trouve le tram 51 avec les arrêts Ypres, Porte du Rivage et Porte de Flandre. La ligne 46 du bus traverse également le quartier du nord au sud le long de la rue Van Artevelde, la ligne 33 et la ligne 86 traversent aussi le quartier. 